# Buddhizmus Litvániában
A buddhizmus Litvániában kisebbségi vallásnak számít, és országszerte csupán néhány aktív közösség létezik Vilnius, Kaunas, Klaipėda, Šiauliai, Panevėžys és Šakiai városokban. Az országban gyakorolt zen buddhizmus Koreából származik.

## Története
Míg Ázsiában, a hagyományosan buddhista országokban valamelyik buddhista irányzat domináns a többivel szemben, addig Nyugaton a buddhizmust a változatosság és a sokszínűség jellemzi. Európában egy országon belül, sőt, akár egy városon belül is gyakorta több buddhista irányzat és iskola is jelen van.  Ugyanez vonatkozik jelenleg Litvániára is. A buddhizmus az 1990-es évek elején kezdett terjedni Litvániában, amikor az ország elnyerte függetlenségét a Szovjetunió felbomlása után. Emellett az első gyakorló buddhistákkal való kapcsolat már az 1970-es és 80-as években megtörtént, a Litván Szovjet Szocialista Köztársaság idején. A Szovjetunióban a hivatalosan elismert ateizmus és a vallás betiltása ellenére a társadalom nem vesztette el teljesen a vallásos élet iránti érdeklődését. A kereszténységre gyakorolt nyomás mellett a szovjet rezsim elnézőbb volt a keleti vallásokkal szemben, így a fiatalok növekvő érdeklődést mutattak ezen vallások irányába. Ezt bizonyítja a spirituális irodalmak iránti érdeklődés a könyvtárakban, illetve az ún. szamizdat irodalom illegális terjesztése egyaránt. A fiatalok számára ez volt a marxista ideológiától való elhatárolódás egyik módja. Három litván egyetemen (Vilnius Egyetem, Vytautas Magnus Egyetem és Klaipeda Egyetem) is tanították az ázsiai kultúra bizonyos elemeit. A diákoknak megvolt a lehetősége arra, hogy akár saját országukon belül elutazzanak hagyományosan buddhista területekre is mint például Burjátföld vagy a Bajkálontúl. A peresztrojka mozgalom kezdetén a politika legyengült, amelynek egyik eredménye a vallásszabadság volt. A Szovjetunióban a lepusztított egyházak és a valláshagyományok teremtette vallásos vákuumban az 1980-as évek közepén különféle vallási mozgalmak láttak napvilágot a társadalomban.
Litvánia függetlensége után néhány vallási csoportot hivatalosan is elismert az új állam. Az első dharma beszédet az országban 1990-ben tartotta Pawel Karppowich a fővárosban, Kaunasban. A lengyel származású Karppowich Seung Sahn tanítványa. A Kaunas-i Zen Kwan Um központot hivatalosan egy évvel később adták át áprilisban, amelyet egy hasonló csoport követett Vilniusban. Az ottani közösséget Wu Bong zen mester sűrű látogatásai tették aktívvá. A hongkongi iskola tanítója, Su Bong Sunim Vilnius első zen templomát (Ko Bong Sa) 1993-ban.
A 14. dalai láma Tendzin Gyaco kétszer járt Litvániában, és mindkétszer találkozott hivatalosan Valdas Adamkus államfővel, illetve Audrys Juozas Bačkis katolikus bíborossal. 2009-ben a tibeti függetlenségi mozgalom támogatói szerették volna elérni, hogy Vilnius egyik terét nevezzék el a lámáról, hálából azért, hogy a dalai láma az 1990-es években támogatta a litván függetlenségi mozgalmat.
2009-ben először tartották meg Vilniusban a tibeti kultúra napjait (litván: „Tibeto kultūros dienos”). Az eseményen indiai buddhista szerzetesek is részt vettek.